# Grzegorz Kołtan
Grzegorz Jan Kołtan (Wałcz, 15 de septiembre de 1955) es un deportista polaco que compitió en piragüismo en la modalidad de aguas tranquilas.
Ganó seis medallas en el Campeonato Mundial de Piragüismo entre los años 1974 y 1979. Participó en dos Juegos Olímpicos de Verano en los años 1976 y 1980, su mejor actuación fue un cuarto puesto logrado en Moscú 1980 en la prueba de K4 1000 m.

## Palmarés internacional
| Campeonato Mundial | Campeonato Mundial        | Campeonato Mundial | Campeonato Mundial |
| Año                | Lugar                     | Medalla            | Competición        |
| ------------------ | ------------------------- | ------------------ | ------------------ |
| 1974               | Ciudad de México (México) | Medalla de bronce  | K4 10 000 m        |
| 1977               | Sofía (Bulgaria)          | Medalla de oro     | K4 500 m           |
| 1977               | Sofía (Bulgaria)          | Medalla de oro     | K4 1000 m          |
| 1978               | Belgrado (Yugoslavia)     | Medalla de bronce  | K4 500 m           |
| 1979               | Duisburgo (RFA)           | Medalla de bronce  | K4 500 m           |
| 1979               | Duisburgo (RFA)           | Medalla de plata   | K4 1000 m          |